# Jack Keller (cestista)
Jack Gatton Keller (Fort Wayne, 22 giugno 1922 – Fort Wayne, 2 maggio 2012) è stato un cestista statunitense, professionista nella NBL.

## Carriera
Disputò tre stagioni nella NBL, giocando 27 partite con 2,0 punti di media.